# Clossiana tollandensis
Clossiana tollandensis är en fjärilsart som beskrevs av Barnes och Benjamin 1925. Clossiana tollandensis ingår i släktet Clossiana och familjen praktfjärilar. Inga underarter finns listade i Catalogue of Life.